# Verversdijk
De Verversdijk of Verwersdijk is een straat in Brugge.

## Beschrijving
Deze straat, die langs de westzijde van de Sint-Annarei loopt, is heel oud. Ze komt aldus voor in documenten:
- 1290: Verwersdyc;
- 1291: Varwersdyc.

De straat heeft haar naam te danken aan de lakenververs die er met verschillende hun woning en werkplaats hadden. Nog in 1719 schreef een van hen naar het stadsbestuur: daer van ouden tijden meest alle de blauwververs deser stede ghewoont hebben.
Op weinig plaatsen werd het traditionele suffix 'rei' vervangen door 'dijk'. Dat dit hier gebeurde mag doen vermoeden dat er een aanlegplaats bestond en wellicht de oever versterkt werd. Aan de overkant van de rei heette de straat Schottendijk (later Sint-Annarei). Aan de kant van de ververs bleef het 'dijk', voor en na.
De schrijfwijze is licht geëvolueerd. Nog tot op het einde van de jaren 1970 werd Verwersdijk geschreven. Pas nadien werd de schrijfwijze 'ververs' aangenomen.
De Verversdijk lag in de middeleeuwen in het hart van de commerciële stad. Engelsen en Schotten hadden er hun kantoren en opslagplaatsen. Anselmus Adornes, die veel met de Britten handel dreef, was een van de voornaamste bewoners van de dijk. Op de plek van zijn eigendommen, bouwden de jezuïeten in de 17de eeuw hun klooster, dat samenging met het schoolgebouw dat ze oprichtten aan de Boomgaardstraat. Vanaf de Franse tijd en gedurende bijna twee eeuwen werden de gebouwen gebruikt als Koninklijk Atheneum en rijksmiddelbare school. Op het einde van de twintigste eeuw werd, na grondige restauratiewerken, het klooster als campus voor het Europacollege in gebruik genomen.
De Verversdijk loopt van de Hoogstraat naar de Spinolarei.

## Guido Gezelle en de Verversdijk
Onderpastoor benoemd op de Sint-Walburgaparochie woonde Gezelle van 1865 tot 1867 in de Korte Riddersstraat. In 1867 verhuisde hij naar een wat groter huis aan de Verversdijk, op de hoek van de Hoornstraat, waar hij woonde tot aan zijn verhuis naar Kortrijk in 1872. Een gevelsteen, aangebracht op initiatief van de Vlaamse Toeristenbond, herinnert aan zijn verblijf.

## Bekende bewoners
- Guido Gezelle
- de architect van de neogotiek Louis Delacenserie
- de architect Pierre Buyck
- de kunstschilder en verzamelaar Guillaume Michiels.

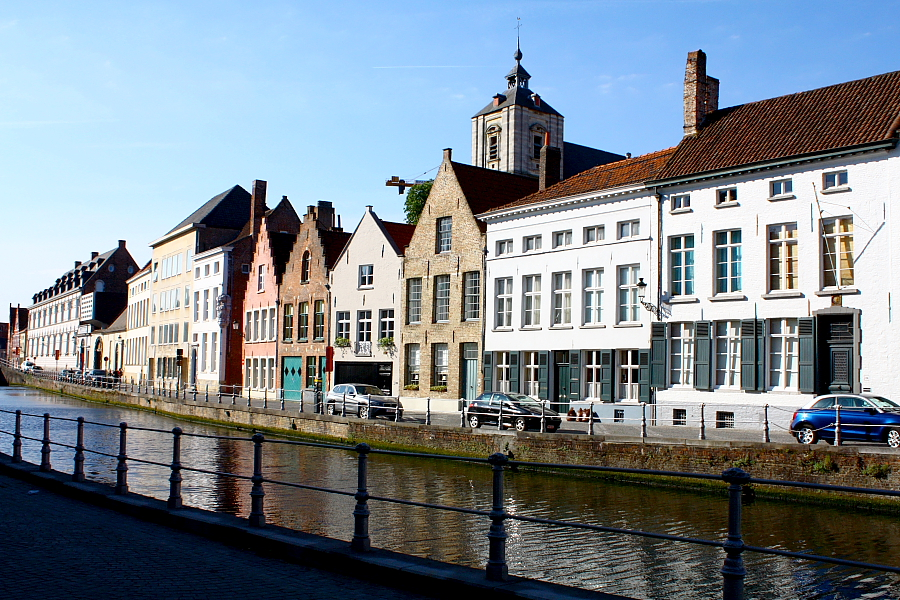
Verversdijk met Sint-Walburgakerk en woonhuis Guido Gezelle (witte hoekhuis links van midden)
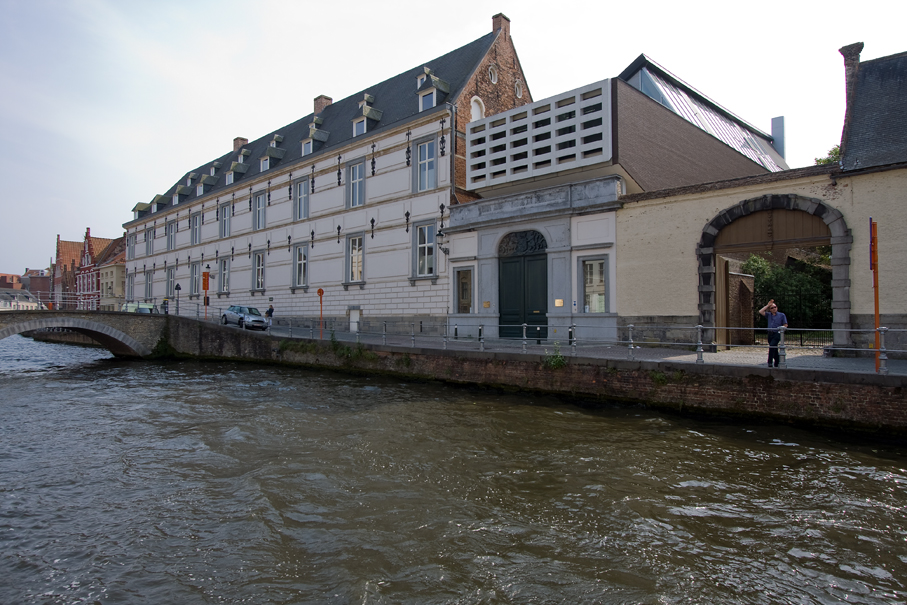
Campus van het Europacollege aan de Verversdijk
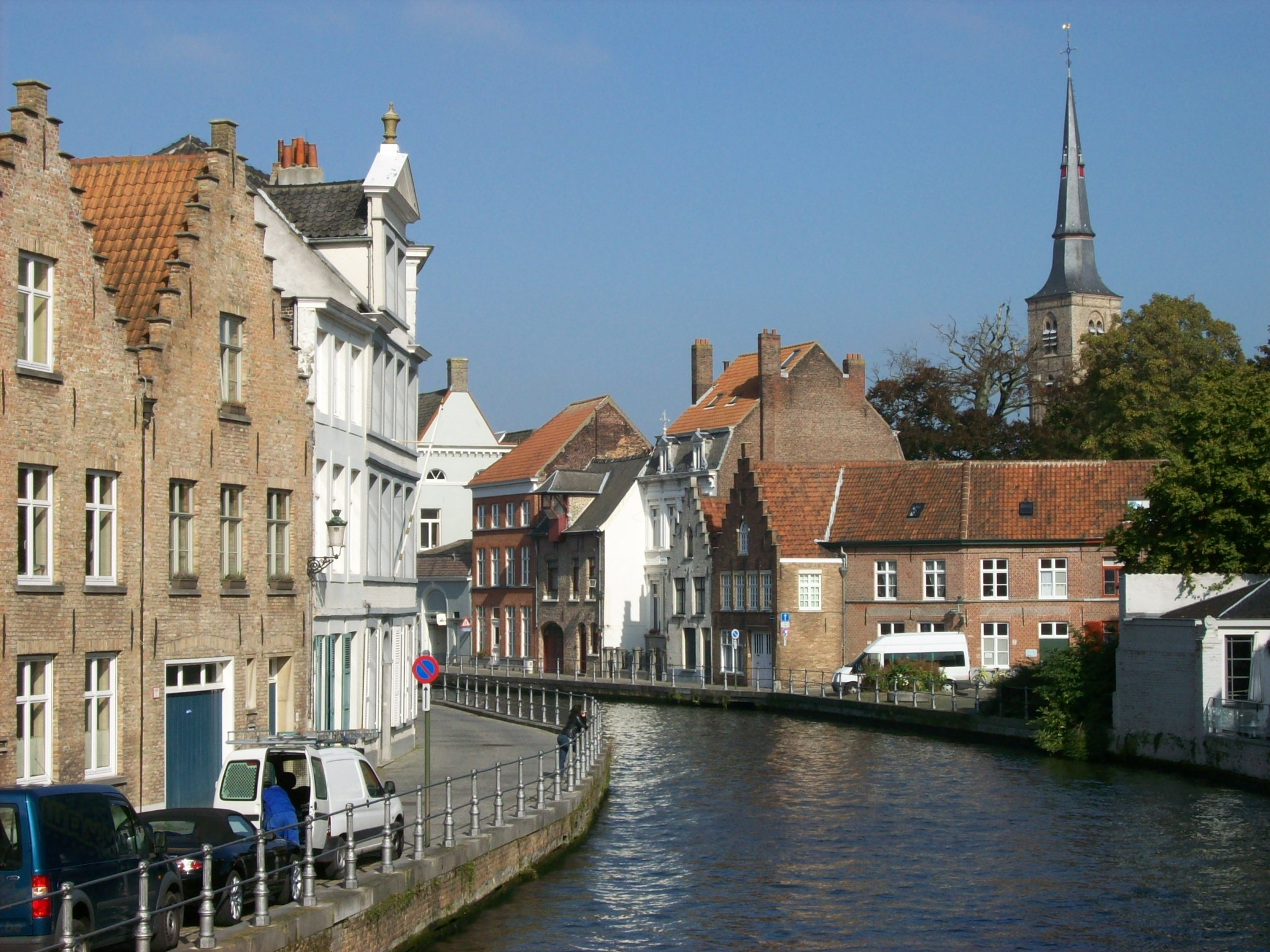
Links, de Verversdijk, gezien van op de Molenbrug
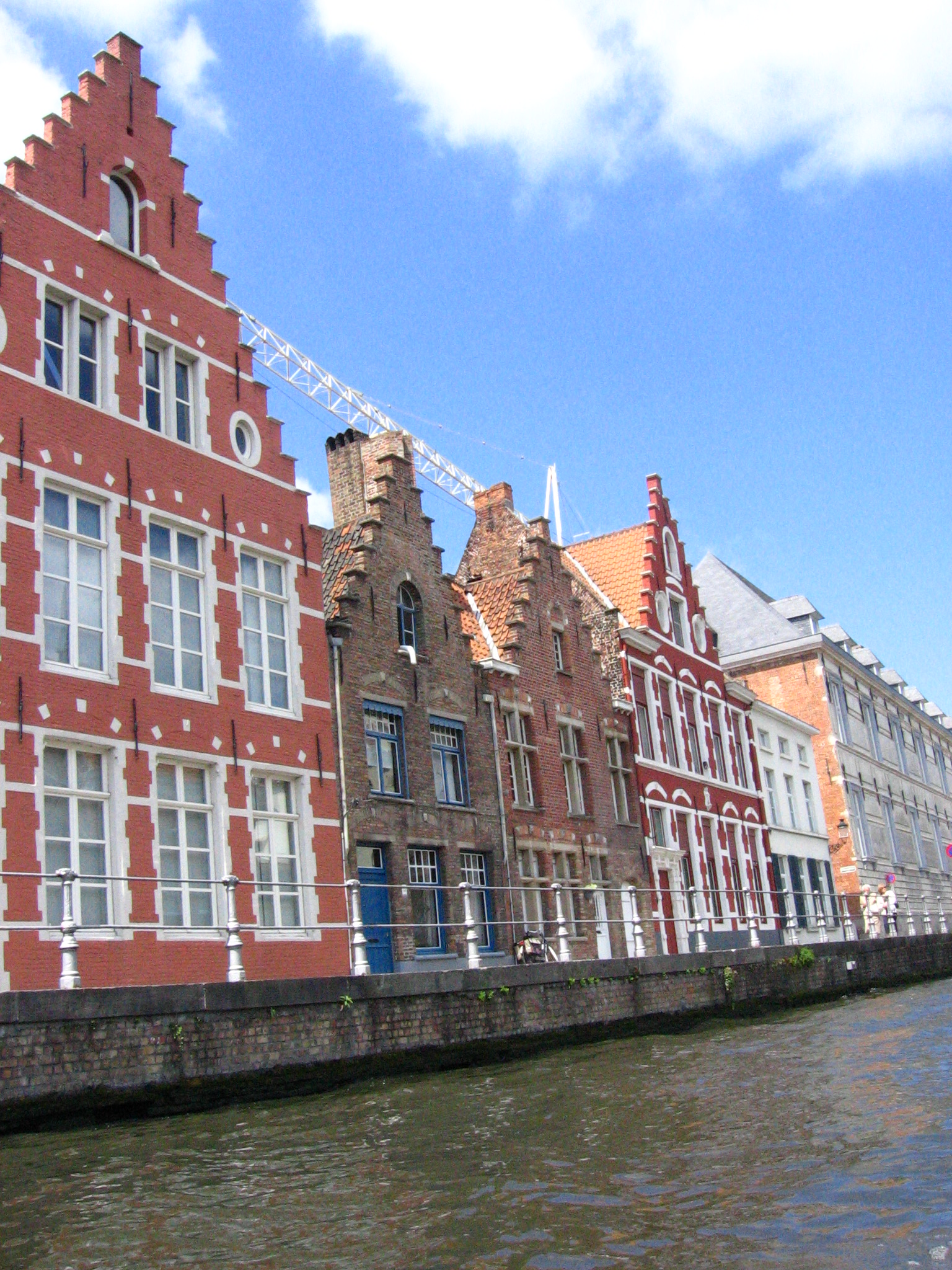
Huizen langs de Verversdijk